# Tužba za genocid protiv Jugoslavije
Tužba za genocid protiv Jugoslavije tužba je RH protiv Jugoslavije (Srbije i Crne Gore) podnesena Međunarodnom sudu pravde u Haagu 2. srpnja 1999. godine.

## Tužba
Tužba počinje uvodnom izjavom:
Potom slijedi činjenična pozadina:
- Temeljem referenduma o hrvatskoj samostalnosti iz svibnja 1991., Sabor je izglasovao objavu neovisnosti[4]
- 31. ožujka 1991. srpski su teroristi, naoružani oružjem iz skladišta JNA presreli iz zasjede hrvatske policajce na Plitvicama i ubili Josipa Jovića, do sredine 1991. godine 59 je općina od ukupno 102 općine u RH bilo izravno zahvaćeno ratom.[5]
- Napade na Hrvatsku izvodilo je oko 100 000 časnika JNA i pripadnika paravojnih snaga kojima je upravljao Beograd. JNA je koristila protiv Hrvatske 1.000 tenkova, do 900 oklopnih vozila, oko 250 ratnih zrakoplova, oko 90 borbenih helikoptera i oko 200 ratnih plovila[5]
- Najbrutalniji primjeri agresije odvijali su se u listopadu 1991. godine, kad je JNA napadala Vukovar na istoku i Dubrovnik na jugu. JNA je divljački bombardirala Vukovar i potpuno razorila grad uključujući bezbrojne povijesne zgrade i kulturne objekte.[5]
- Od 1995. godine nadalje Hrvatska je otkrila najmanje 120 masovnih grobnica, uglavnom u istočnoj Slavoniji, Dalmaciji i u području Knina. Do danas je nađeno 1907 posmrtnih ostataka, na Ovčari blizu Vukovara oko 200, u drugoj masovnoj grobnici u Vukovaru 938 tijela. U Škabrnji blizu Zadra nedavno[kada?] je otkrivena masovna grobnica s 27 tijela, u Vili Gavrilović blizu Petrinje, u masovnoj je grobnici nađeno 17 tijela.[6]

Agresijom SRJ i njenih agenata na Hrvatsku i njene građane pretrpljene su sljedeće štete:
- 20 000 poginulih, 37 000 ranjenih i nestalih, za 6.000 ljudi se još uvijek ne zna gdje su
- U obrani Vukovara ubijeno je 1700 osoba (1100 civila), više od 4000 ranjeno, između 3 i 5 tisuća je zarobljeno, nekoliko tisuća je nestalo ili su prognani
- U cijeloj Hrvatskoj do 1994. godine više od 190 000 Hrvata bilo je prognano iz svojih domova. Nekoliko tisuća civila bilo je zarobljeno i nasilno odvedeno u Srbiju.  Od 7000 kasnije puštenih, 60 % ih je bilo zarobljeno u zatvorima u Srbiji.
- 145 000 stambenih objekata je razrušeno, najčešće spaljeno
- 210 000 kuća uništeno je, često spaljeno
- Ubijena su 22 novinara, od kojih je većina pokušavala otkriti istinu o agresiji protiv Hrvatske
- Procjenjuje se da je u Hrvatskoj postavljeno više od 3 milijuna različitih eksplozivnih naprava, uglavnom protupješačkih i protutenkovskih mina, Ove mine su većim dijelom položene na nepoznatim mjestima i blokiraju oko 300 000 hektara obradivih površina.[7]

## Presuda
U presudi od 3. veljače 2015. godine Međunarodni sud pravde je odbio kako tužbu Hrvatske, tako i protutužbu Srbije.
Sud je utvrdio da su JNA i srpske snage počinile veliki broj ubojstava na većem broju lokacija u Hrvatskoj, u čemu su sistematično bili ciljani Hrvati. Koncentrirajući se na dokaze za pojedina mjesta, Sud je utvrdio postojanje zločine mučenja i seksualnog zlostavljanja koji su bili ciljani prema Hrvatima kao skupinama u Vukovaru  (s naglaskom na događaje u Vukovarskoj bolnici te transfer na Ovčaru i Velepromet, a Sud se posebno osvrnuo na svjedočenje svjedoka koji je o ovim događajima svjedočio pred Sudom), Bapskoj, Tovarniku, Berku, Lovasu, Dalju, Voćinu, Đulovcu, Kninu (s posebnim osvrtom na mjesta u kojima su držani zarobljenici u bolnici u Kninu i u barakama JNA). U pogledu svih tih zločina, utvrđeno je da su izvršavani na sličan način u raznim dijelovima Hrvatske; međutim je zaključno ocijenjeno da su zločini možda činjeni s namjerom da se natjera Hrvate da se isele s područja izvrgnutog napadu srpskih snaga (a etničko čišćenje je bio cilj tih zločina i zapravo javno deklarirani cilj vodstva Republike Srpske Krajine, kako se utvrđuje u toč. 424 Presude), a ne baš s namjerom da se fizički unište Hrvati na tom području. Prema tumačenju Konvencije o sprječavanju i kažnjavanju zločina genocida koje je zauzeo Međunarodni sud pravde, međutim, "deportacija ili raseljavanje članova grupe, čak i ako se vrše uz primjenu sile, ne predstavlju nužno uništenje grupe", pa stoga ne bi svi ti zločini koji su utvrđeni u sudskom postupku predstavljali ujedno i zločin genocida (toč. 161 Presude).
Međunarodni sud je istom presudom odbio i protutužbu Srbije, koja je tvrdila da je u Operaciji "Oluja" 1995. god. Hrvatska izvršila masovne zločine, koji bi predstavljali genocid na Srbima kao etničkoj grupi. Sud je našao da Srbija nije dokazala da su hrvatske vlasti planirale natjerati Srbe na iseljavanje, niti da su organizirale zločine koji bi do toga doveli.